# NTV紅白歌のベストテン

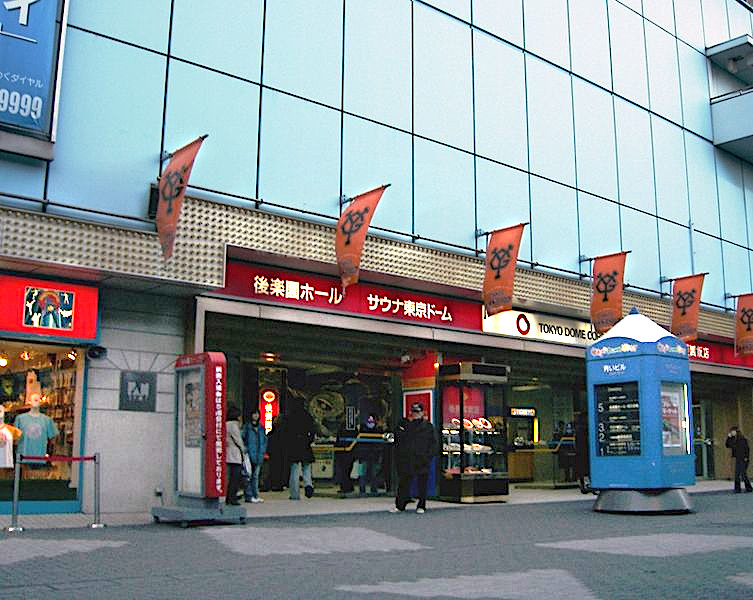
1970年3月まで番組の生放送が行われていた後楽園ホール（『今夜復活・紅白歌のベストテン』の生放送もここで行われていた）

『NTV紅白歌のベストテン』（エヌティーヴィーこうはくうたのベストテン）は、1969年10月6日から1981年3月23日まで、日本テレビ系列で放送されていた歌謡番組。毎週月曜20時00分 - 20時56分に放送されていた。映像は初回からカラー放送。音声は当初モノラル放送だったが、1978年10月2日からステレオ放送となった。

## 概要
「『NHK紅白歌合戦』を毎週お茶の間に」という発想から始まり、「紅白」と、いわゆる「ベストテン」形式の歌謡番組を組み合わせた、当時としては画期的かつ異色とも言える歌謡番組だった。また、2か月前の8月4日に放送開始したTBSのナショナル劇場『水戸黄門』が高視聴率だったことから、それに対抗するという意味もあった。
本家「紅白」同様、紅組、白組に分かれて対決を行う。司会者は白組、紅組それぞれのキャプテンを務めていた。ただし「ベストテン」と題しているが、これは紅白各5組ずつの「10組の歌手が出演する」という意味合いでしかなく、出演する歌手は局側のキャスティングによって選ばれ、後の『ザ・ベストテン』などのような客観性を持ったランキングによる番組ではなかった。
放送形式は原則として公開生放送で、渋谷公会堂から放送されていた。まれに名古屋・大阪から公開放送を行ったこともあった。中学校・高校の修学旅行のコースとしても使われており、その際はオープニングでキャプテンが観覧に来た学校を紹介し、その学校の生徒がリアクションをとるのが定番だった（これについては後継番組の『ザ・トップテン』や、1988年9月までの『歌のトップテン』でもそのまま行っていた）。
白組のキャプテンは堺正章が番組終了まで務めた。紅組キャプテンについては最初は水前寺清子が務めていたが、その後暫く決まったキャプテンはおかれず、毎週出場歌手から1人がキャプテンを務めていた。その後は、今陽子、岡崎友紀らが紅組キャプテンを担当した。
主な出演歌手はアイドルが中心となり、演歌がそれに続いた。フォーク、ロック、ニューミュージックは稀であった。白組では「新御三家」の野口五郎、郷ひろみ、西城秀樹が毎週交代で出演し、演歌では五木ひろしが常連であった。紅組はこれに対抗して「花の中三トリオ」の森昌子、桜田淳子、山口百恵が出演し、演歌では八代亜紀が常連となっていた。和田アキ子の出演も多い。
ただ、既に同じ月曜日に1968年11月放送開始の人気歌謡番組『夜のヒットスタジオ』（フジテレビ）があり、当代の人気歌手や大物は『夜ヒット』の出演を優先させることが多かったことや、1973年の「渡辺プロ事件」（後述）のために、出場歌手の調達に相当苦労しており、このことについては後年、堺は「出演者ががら空きになってしまい、3曲歌ったことも時折あった」と回顧している。
番組の最後で日本テレビスタジオのいわゆる「ベストテン本部」から審査・結果発表が行われる。審査は、担当者の「レッツ、ダイヤル!」（初期は「電話、スタート!」）の掛け声とともに、系列局ごとに一般視聴者が電話で支持するチームを報告（いわゆる「電話審査員」）、集計が終わったところでドラムロールのBGMと共に支持チームを発表、支持する系列局が多いチームが優勝となる。そして、会場ではくす玉が割られて、紙吹雪と風船と紙テープが降り、キャプテンに優勝カップが手渡される（この時画面に紅組優勝!!または白組優勝!!の巨大テロップが映る）。そのベストテン本部には、徳光和夫（この番組以降バラエティ路線に転向する）、福留功男などが担当していた。なお系列局は、時期によってその数が異なっており（局名ロゴが書かれた大型得点ボードに表示）、時によっては引き分けになる数（偶数）になる時も有った。また、毎回の系列局代表の電話審査員全員に盾と番組スポンサー（花王石鹸(現・花王)・江崎グリコ・三菱鉛筆などから1社）から自社製品が贈られていた。この流れは『ザ・トップテン』『歌のトップテン』でも視聴者プレゼントとして受け継がれた（ただし、以降は葉書で曲をリクエストした人の中から、抽選で30人を選出）。番組後期は電話開始の掛け声が廃止されていきなり電話審査開始になり、さらに末期にはくす玉割りが廃止され、出場歌手のバックに立つザ・バーズのメンバーが、優勝決定時にポンポン（紅組が赤、白組が白）を高々と上げる演出となった。決定後は「最優秀歌手」を1人選び、スタッフロールと共に番組テーマ曲が流れる中、負けたチームにいたザ・バーズのメンバーも一緒にポンポンを振り回し、最後にカメラがステージから客席へとズームアウトした後「紅白歌のベストテン また来週」（年内最後の放送は「また来年」最終回は「長い間ありがとうございました」）というテロップが画面下部に表示され終了していた。
他の1970年代のテレビ番組同様、当時の放送用2インチVTRが高価かつ操作煩雑だったうえ、公開番組ゆえの著作権、肖像権の事情もあって原則上書き消去され、NTV社内に現存する映像は1976年3月15日放送回（これ以降でも現存しない回あり）からである。なお、横浜市の放送ライブラリーには1977年6月6日放送分が収められている。この回は放送400回目で、3日前に結婚式を挙げたチェリッシュの披露宴が番組と同時進行で行われ、徳光和夫と森昌子が会場の東京プリンスホテルからレポート。森は番組放映中にチェリッシュの二人から託された、400回記念の花束を携えて渋谷公会堂に移動、到着後に歌唱を披露していた。

## ステレオ放送について
この番組は、1978年9月28日に日本テレビが世界で初めて音声多重放送の実用化試験放送を開始したことに伴い、同年10月2日の放送分から音声がステレオ放送になっている。これはテレビの音楽番組でのステレオ化では最も早い方である（ちなみに、フジテレビ『夜のヒットスタジオ』も、同年10月2日にステレオ化されている）。

当初は電電公社(当時)のテレビ同時ネット回線がステレオ対応になっていなかった為、ステレオ放送は日テレのみだったが、翌1979年3月19日放送分から、当時ステレオ未対応の通常ネット回線とは別に、日テレではこの番組のみ、東京→大阪間のステレオ放送対応の特別専用テレビネット回線を使った同時ネット放送を開始。ネット局で初めて読売テレビがステレオ化された。更にこの特別回線により、同年6月18日放送分からは音声多重放送のサービス放送を開始したばかりの中京テレビ放送が、翌7月2日放送分からは開局したばかりの静岡第一テレビで各々ステレオ化された。

尚、通常のテレビ回線は、この年の8月8日に東名阪及び北陸の東日本ループ区域内でステレオ対応となり、これにより同月13日放送分から北日本放送にてステレオ化されている。
その後同ネット回線は、同年12月1日に大阪→広島→福岡間がステレオ対応となり、同月3日放送分から広島テレビ放送、山口放送、福岡放送でステレオ化。同月20日には同回線のステレオ対応の全国整備が完了したことにより、同月24日放送分から札幌テレビ放送の札幌地区がステレオ化され、以後、音声多重放送が開始された放送局にて順次ステレオ放送となった（「#ネット局」の備考欄を参照）。

## 主な企画
オープニングの流れは、幕が閉まった状態で双方のキャプテンが登場、その回のテーマに関するショートコントを行い、オチが着いた所でタイトルコールをして幕を開き、出場歌手が客席に向かってサインボールを投げながらテーマ曲を歌うというものであった。しかし末期（紅組キャプテンが大場久美子の頃）からはコントは廃止され、徳光和夫（当時・日本テレビアナウンサー）のアナウンスと共に幕を開け、テーマ曲の後半はインストゥルメンタルになり、提供コメントとなった。そして最末期（榊原郁恵時代の途中から）にはアナウンスは廃止され、テーマ曲は演奏のみになり、終わった所でキャプテンが登場する様になった。
出演歌手の本性を暴く『ウソ発見器』や、紅組VS白組で他の歌手に扮装しての物まね対決などが行われた。さらに本家「紅白」同様、紅白両軍の応援合戦もあり、ダンスやバンド演奏、物真似芸などその演目は多岐に亘った。また毎年夏には、東京サマーランドや赤坂プリンスホテルなどで『プール大会』（これに限り昼間にVTR収録）が行われ、歌の傍ら、プール上の一本橋での「あっち向いてホイ」対決や、かつて毎日放送制作・NETテレビ系列で放送した「ダイビングクイズ」を紅白歌手の対戦で行う（クイズの内容は曲名当て）などの趣向も挟み込まれた。
毎年12月の最終週には「あなたが選ぶ紅白歌合戦」という企画を行った。やはり本家「紅白」を多分に意識して「NHKの紅白はヒット曲もない人を選んでいますが合点行きませんね。こちらはあくまで今年活躍した歌手をそろえました」と、制作側が「紅白に対する造反番組」とまで言い切った企画であった。
1975年ごろから毎年7月ごろに、上半期にデビューした新人歌手が集合し、点数で評価され、合格点に満たないと歌えない企画があった。点数はネット局の地区別に集計され3度のチャンスがあり、1巡目で合格する歌手もいれば、最後まで歌えずじまいになる歌手も出る残酷さもあった。また、毎年夏に行われた『日本テレビ音楽祭』の受賞者を集めて評価する回もあった。
番組末期の1980年10月13日には、19:30からの90分に拡大版として『山口百恵スペシャル ザ・ラスト・ソング』が放送された（紅白対決は行わず）。百恵の他、ゲスト出演者は「花の中三トリオ」の森昌子・桜田淳子、「新御三家」の野口五郎・郷ひろみ・西城秀樹、さらに当番組の司会者の堺・郁恵・徳光らが登場。また、全国各地のファンの様子を伝えるリポーターとして徳光が当時総合司会を務めていた『ズームイン!!朝!』の各局キャスターも登場した。百恵は番組の冒頭で「秋桜」、最後に「さよならの向う側」を歌唱。そしてエンディングでは、ゲスト出演者らが「ザ・ラストソング」（作詞：桜田淳子、作曲：野口五郎）を合唱したが、百恵は同年10月5日に開催した日本武道館のファイナルコンサートなどで見せた涙は一切流さず、観客らに向い晴れやかな笑顔でサラリと手を振って、秋桜の花道の向こうに消えていった。この特番が百恵の現役歌手として最後のテレビ生出演となり、百恵は2日後の10月15日を限りに芸能界から引退した。

## オープニング
冒頭
（紅組キャプテン＆堺）「皆さーん、こんばんはーっ!!」（観客）「こんばんはーっ!!」
タイトルコール
（紅）「それではそろそろまいりましょうかー！」（堺）「NTV（エヌティーヴィー）」（紅）「紅白歌の」（紅＆堺＆観客）「ベストテーン!!」
1回目のCM明け
（堺）「あっ、さてぇ〜」
これら3セリフは、堺・大場時代（1979年以降）からは言わなくなったが、後年の「今夜復活!!」（後述）の時も使われた。

## レギュラー
白組キャプテン（司会）
- 堺正章
  - 終了まで一貫して担当した。
  - 堺が休みのときは、かつてザ・スパイダースのメンバーで親友の井上順が代理を務めていた。

紅組キャプテン（司会）
- 水前寺清子（放送開始 - 12月）[注釈 9]　
  - 1970年にスタートした「ありがとう」（TBS）への出演や地方公演、テレビ番組出演の関係でスケジュール調整が困難となり、1クールで降板となった。
  - 水前寺は番組開始前年である1968年の『第19回NHK紅白歌合戦』で紅組司会を務めており、この時の司会ぶりの評価が本番組起用に繋がった。一方で翌1969年の『第20回NHK紅白歌合戦』でも水前寺は紅組司会の有力候補に挙がったが、本番組に起用されたことでそちらの起用を見送られるという事態も発生している（堺についても同回の白組司会の候補に挙がっていたという）。ただし、水前寺は本番組キャプテンを降板した後、本家紅白の紅組司会を3回務めている（堺も本番組終了後、3回白組司会に起用されている）[10]。また1972年の『第23回NHK紅白歌合戦』では、水前寺は紅組の応援団長、堺は白組の応援団長を務めた事があった。
- 週替り（1970年1月 - 3月）[注釈 9]
  - この間、ベストテン本部の担当である山本直純・梓英子、コーナーレギュラーとして出演していた丹下キヨ子が紅組のキャプテン役を務めるゲスト歌手のアシスト役も兼務していた。
- 倍賞美津子（1970年4月 - 9月）[注釈 9]
  - 降板後は1979年5月21日放送の「500回記念大会」に、水前寺・今・岡崎と共に歴代キャプテンとして出演したのみ、当番組の最終回を初め、『今夜復活』（後述）や『トップテンシリーズ』最終回には出演しなかった。
- 今陽子（1970年10月 - 1973年12月）[注釈 9]
- 岡崎友紀（1974年1月 - 1979年4月）[注釈 9]
  - 岡崎は降板後の1980年に紅組出演歌手として復帰、「YUKI」名義でリリースした『ドゥー・ユー・リメンバー・ミー』を披露した。
- 大場久美子（1979年4月 - 1980年3月）
- 榊原郁恵（1980年4月 - 放送終了）

進行役（主にベストテン本部担当）
- 山本直純（1969年10月 - 1970年3月）
- 梓英子（1969年10月 - 1970年3月）
- 徳光和夫（当時日本テレビアナウンサー）（1970年1月 - 1981年3月）[注釈 10]
  - 開始当初は山本が総合司会、梓がアシスタントという位置づけでベストテン本部の進行を担当。
  - 徳光は元々、紅組キャプテン役が暫定的に週替わり制となり、放送中に本部を抜けて当日の生中継が行われている会場（後楽園ホールなど）へ移動して（主に紅組側の）進行のアシストを務めることになった山本・梓の本部不在時の留守を預かる役回りとして起用されたが、1970年春の改編で2代目の紅組キャプテンに倍賞が起用されることになり、それに伴い番組構成の一部をリニューアルすることになったのに伴い山本・梓が降板することになったため、そのまま正式な進行役として番組への出演を継続。これ以降、山本・梓同様に、徳光も回によっては本部を抜け出し渋谷公会堂のステージに出演して進行補助を務める事が増えて行った（徳光が本部不在時のスタジオ進行代行は本多当一郎、福留功男、小林完吾など実況・ナレーターとして番組に参加していた局アナウンサーが担当）。
  - 梓の降板後は女性の進行役は固定されず、都内に在住の一般応募の女性や榊原郁恵、当時日本テレビに在籍していた女性アナウンサー（石川牧子、楠田枝里子など）が週替りで担当。放送末期の頃は女性の進行役は置かれず専ら徳光が単独で本部の進行（および会場進行のアシスト）を担当していた。

その他
- 丹下キヨ子 - 番組初期にコーナーレギュラーとして出演（1970年3月まで）。
- 本多当一郎（当時日本テレビアナウンサー）- 初期の頃に実況アナウンスを担当。徳光欠席・渋谷公会堂にいる際にはベストテン本部進行の代役も担当。
- 舛方勝宏（当時日本テレビアナウンサー） - 同上
- 福留功男（当時日本テレビアナウンサー） - 中期以降、実況アナウンスを担当。徳光欠席・渋谷公会堂にいる際にはベストテン本部進行の代役も担当。
- 松永二三男（当時日本テレビアナウンサー）- 同上
- 小林完吾（当時日本テレビアナウンサー） - 主に「ウソ発見器」の影の声を担当。徳光が欠席・渋谷公会堂にいる際にはベストテン本部進行の代役も担当。
- 小堺一機 - 堺・榊原時代に「どこでもマン」と称して、中継レポートや徳光がベストテン本部にいる際の渋谷公会堂の進行役を担当。元々は前説を担当しており、そこからの昇格だった。『ザ・トップテン』も続投。
- スクールメイツ (不明 - 1977年途中)
- ザ・バーズ (1977年途中 - 番組終了)

演奏
- 宮間利之とニューハード（1969年10月 - 1978年頃）
- 指揮 - 宮間利之

週によっては高橋達也と東京ユニオン、森寿男とブルーコーツが担当することもあった。
- ガッシュアウト（1978年頃 - 1981年3月）

## 渡辺プロ事件
1973年、この番組と同じ時間帯に渡辺プロダクション(以下ナベプロ)がNETテレビ（現・テレビ朝日）とタッグを組み、新規に『スター・オン・ステージ あなたならOK!』を水面下で計画し、それをぶつけてきた（これは、ナベプロ以外の芸能プロダクションへも人気スターを供給し、芸能界におけるテレビ局優位の端緒となった日本テレビ(NTV)制作『スター誕生!』に対抗する意図もあった）。
これを知ったNTVの制作局次長、井原高忠（当時の同局の音楽・バラエティ番組制作部門の責任者）はナベプロと話し合いをしたが、ナベプロ側は「それじゃあ、お宅の番組を打ち切るか時間を移動させればいいじゃないか」 と主張し、さらにNTVサイドに対して、「放送時間をずらさないのであれば今後、『歌のベストテン』にうちのタレントは出演させない」と通告してきた。NTVは、ナベプロ側の要求を受け入れて『歌のベストテン』の放送時間帯を移動するか、この挑戦を受けて立つかの選択を迫られた。井原はナベプロ以外の全芸能プロダクションからの全面協力を得た上で後者を選択。真っ向からこの挑戦を受けた。
なお、ナベプロ側には、当時NET系列局だった毎日放送の社長、高橋信三に『あなたならOK!』の放送枠の手配の協力を仰ぎ、再三にわたり調整した結果確保できたのがNET系列月曜20時枠だったという経緯からこれ以上枠を動かせなくなり、またこの当時は、同一時間帯の表裏番組への出演は芸能事務所単位で調整し、違うタレントでも同じ事務所なら裏被りを避ける放送業界の習慣が残っていたことから、NTV側が『歌のベストテン』の枠を移動するかナベプロ側が『あなたならOK!』からタレント引上げるかのどちらかしか選択肢がなくなった結果前述の要求へと至り、渡辺晋と井原との個人的な繋がりや、ナベプロとNTVとの関係をも犠牲にせざるを得なくなったという事情があった。
NTVはナベプロとの共同制作の金曜日22時からの新番組の予定を白紙にし、その時間帯を使い『金曜10時!うわさのチャンネル!!』を開始した。この番組にはナベプロのタレントを一切出演させなかったが、視聴率30%台を記録することもあった。これに対し、『あなたならOK!』は出演者がナベプロ所属のタレントばかりとなり、他のプロダクション所属のタレントは出演しなかったこと、視聴者の音楽嗜好の変化などが響き、視聴率は低迷。番組そのものも半年でレギュラー番組としては終了した。ナベプロの一強が崩壊する遠因にもなった。
なお、この間も『TVジョッキー』や『特ダネ登場!?』など井原が関わっていなかったバラエティ番組、読売テレビなどの系列局が制作した番組には、引き続きナベプロのタレントが出演していた他、太田裕美などナベプロのニューミュージック部門『NON STOPプロジェクト』所属歌手も引き続き出演し、ナベプロ傘下の東京音楽学院によるスクールメイツも1977年に日本テレビ音楽学院のザ・バーズに交代するまで、バックダンサーとしての出演を継続していた。また、ナベプロ傘下の渡辺企画とNTVは『前略おふくろ様』などのテレビドラマを共同制作していたほか、TBSを除く各キー局が持ち回りで制作していた『日本歌謡大賞』は日本テレビ制作回であっても出演を拒否させなかった。こうした形でナベプロはNTVとの関係を維持するための一定の配慮を行っていた。
毎年、日本歌謡大賞の翌週の放送回に同賞受賞者がゲスト出演することが恒例で、沢田研二（当時ナベプロ所属）は1977年に大賞を受賞した「勝手にしやがれ」（作詞は阿久悠）で例外的に出演している。
この影響か、『速報!歌の大辞テン』など後年のNTV系番組で1970年代後半のナベプロ所属歌手の映像を放送する際には、同社が著作権を保有する他局向け番組素材を提供していた。

## 番組の終焉とその後
1981年3月23日放映分をもって当番組を終了、11年半に亘る歴史に幕を下ろし、翌週からの新番組『ザ・トップテン』に引き継がれた。最終回では歴代紅組キャプテンから水前寺清子・岡崎友紀・大場久美子がゲスト出演（倍賞美津子と今陽子は未出演）、そして結果は18×7で紅組の優勝だったが、歴代キャプテンの一人である水前寺清子の計らいで、11年半一貫して白組キャプテンを務めた堺に優勝カップが渡された。
白組キャプテンとして放送開始から終了まで出演した堺と、最後の1年間紅組キャプテンを担当した郁恵は、そのまま『ザ・トップテン』の司会として続投することになる。進行担当の徳光も『ザ・トップテン』のコーナー出演者で続投、その後は『歌のトップテン』『歌のワイド90分!』『速報!歌の大辞テン』といった日本テレビの歌番組の司会を務めた。
番組終了から13年後の1994年3月31日には『木曜スペシャル』の最終回で「今夜復活・紅白歌のベストテン」と銘打ち、一夜限りの復活を遂げた（そのことに関しては『今夜復活・紅白歌のベストテン』を参照）。また、その前年の1993年12月31日放送の『スーパー電波バザール 年越しジャンボ同窓会』では、「ウソ発見器」がダウンタウンのコーナー司会で1回だけの復活を果たした（なお質問は、小林完吾のナレーションでなく、ダウンタウンが担当）。
1992年の『24時間テレビ 愛は地球を救う15』番宣CMでは、同年のテーマが「愛の歌声は地球を救う」であったことから番組パーソナリティのダウンタウン・松本人志が『ベストテン』のテーマ曲を口ずさみ、相方の浜田雅功に「最高!」と投げやりな口調でツッコミを入れられていた。
2014年8月17日からCSの歌謡ポップスチャンネルにて再放送が開始された（日曜日21時00分 - 22時00分）。堺・郁恵時代の1981年の放送分からのものを放送している。なお放送では、「放送回数」「生放送」「また来週」のテロップはそのまま放送するが、提供クレジットと「電話審査員への賞品の紹介」は全て省かれている。

## 主なスタッフ
- 企画：阿久悠
- プロデューサー：池田文雄、笈田光則、遠藤克彦、田中義一、花見赫、金谷勲夫 ほか
- 演出：秋元近史、吉岡正敏、五歩一勇、棚次隆、庄司文雄 ほか
- ディレクター：重松修、増田一穂、森下泰男、中西邦夫、西田弘一 ほか
- 構成：出倉宏、玉井冽（現・玉井貴代志）、大田イサム、源高志、鵜沢茂郎、石畑俊三郎、たみやじゅん、水谷龍二、武田淳一
- 音楽：永作幸男
- 振付：西条満 / 土居甫
- 踊り：日本テレビ音楽学院、ザ・バーズ
- 協力：日本テレビ音楽

## ネット局
系列は放送終了時・ネット終了時のもの。
| 放送対象地域           | 放送局             | 系列                                            | 備考 |
| ---------------------- | ------------------ | ----------------------------------------------- | --- |
| 関東広域圏             | 日本テレビ         | 日本テレビ系列                                  | 制作局。 1978年10月2日放送分よりステレオ放送開始。                                                                |
| 北海道                 | 札幌テレビ         | 1972年3月まではフジテレビ系列とのクロスネット局 | 1979年12月24日放送分よりステレオ化（札幌地区のみ）。                                                              |
| 青森県                 | 青森放送           | 日本テレビ系列 テレビ朝日系列                   | 1975年3月までは日本テレビ系単独加盟局。                                                                           |
| 岩手県                 | テレビ岩手         | 日本テレビ系列                                  | 1975年10月6日放送開始。 1980年3月まではテレビ朝日系列とのクロスネット局。 1980年11月3日放送分よりステレオ化。     |
| 秋田県                 | 秋田放送           | 日本テレビ系列                                  | 1980年7月7日放送分よりステレオ化。                                                                                |
| 山形県                 | 山形放送           | 日本テレビ系列 テレビ朝日系列                   | 1980年3月までは日本テレビ系単独加盟局。                                                                           |
| 宮城県                 | ミヤギテレビ       | 日本テレビ系列                                  | 1975年10月6日放送開始。 1980年3月24日放送分よりステレオ化。                                                       |
| 福島県                 | 福島中央テレビ     | 日本テレビ系列 テレビ朝日系列                   | 1975年10月6日放送開始。                                                                                           |
| 山梨県                 | 山梨放送           | 日本テレビ系列                                  | |
| 長野県                 | テレビ信州         | 日本テレビ系列 テレビ朝日系列                   | 1980年9月29日の試験放送開始時（開局前）から。 ステレオ放送。                                                      |
| 静岡県                 | 静岡けんみんテレビ | 日本テレビ系列 テレビ朝日系列                   | 現：静岡朝日テレビ。 1978年7月3日から1979年6月25日まで。                                                          |
| 静岡県                 | 静岡第一テレビ     | 日本テレビ系列                                  | 1979年7月2日から。 ステレオ放送。                                                                                 |
| 富山県                 | 北日本放送         | 日本テレビ系列                                  | 1979年8月13日放送分よりステレオ化。                                                                               |
| 福井県                 | 福井放送           | 日本テレビ系列                                  | [ 16 ] |
| 中京広域圏             | 名古屋テレビ       | 日本テレビ系列 NETテレビ系列                    | 1973年3月26日まで。                                                                                               |
| 中京広域圏             | 中京テレビ         | 日本テレビ系列                                  | 1973年4月2日から。 1979年6月18日放送分よりステレオ化。                                                            |
| 近畿広域圏             | 読売テレビ         | 日本テレビ系列                                  | 1979年3月19日放送分よりステレオ化。                                                                               |
| 鳥取県→ 鳥取県・島根県 | 日本海テレビ       | 日本テレビ系列                                  | 1972年9月18日放送分までの放送免許エリアは鳥取県のみ。 1972年9月25日放送分から相互乗り入れに伴い、島根県でも放送。 |
| 広島県                 | 広島テレビ         | 日本テレビ系列                                  | 1975年10月6日ネット開始。 1979年12月3日放送分よりステレオ化。                                                     |
| 山口県                 | 山口放送           | 日本テレビ系列 テレビ朝日系列                   | 1978年9月までは日本テレビ系単独加盟局。 1979年12月3日放送分よりステレオ化。                                       |
| 徳島県                 | 四国放送           | 日本テレビ系列                                  | |
| 香川県                 | 西日本放送         | 日本テレビ系列                                  | 当時の放送免許エリアは香川県のみ。 1980年6月16日放送分よりステレオ化。                                            |
| 愛媛県                 | 南海放送           | 日本テレビ系列                                  | |
| 高知県                 | 高知放送           | 日本テレビ系列                                  | |
| 福岡県                 | 福岡放送           | 日本テレビ系列                                  | 1979年12月3日放送分よりステレオ化。                                                                               |
| 大分県                 | テレビ大分         | フジテレビ系列 日本テレビ系列 テレビ朝日系列    | 1973年4月2日ネット開始                                                                                            |
| 宮崎県                 | テレビ宮崎         | フジテレビ系列 日本テレビ系列 テレビ朝日系列    | [ 注釈 18 ] [ 注釈 19 ]                                                                                           |

## 関連商品
当番組の映像を収録した商品は以下のものがある。
- 桜田淳子BOX〜そよ風の天使〜（ビクターエンタテインメント 2003年9月21日発売）：桜田淳子のCD＋DVD‐BOX。
- 岩崎宏美 30th Anniversary BOX（テイチク 2004年4月25日発売）：岩崎宏美のCD＋DVD‐BOX。
- 柏原芳恵 プレミアムBOX（ユニバーサルミュージック 2005年6月29日発売）：柏原芳恵のCD＋DVD‐BOX。
- 石野真子 MAKO PACK -Premium- 30th Anniversary Special Edition（ビクターエンタテインメント 2008年3月26日発売）：石野真子のCD＋DVD‐BOX。
- ピンク・レディー Singles Premium（ビクターエンタテインメント 2011年8月25日発売）：ピンク・レディーのCD＋DVD‐BOX。
- Godiego Collectors' DVD BOX（ユニバーサルミュージック 2011年11月16日発売）：ゴダイゴのDVD‐BOX。